# Friendly Fires
Friendly Fires är en brittisk musikgrupp från St Albans som hittills har släppt två studioalbum på XL Recordings. Deras debutalbum, Friendly Fires, släpptes 1 september 2008 och nominerades till Mercury Music Prize. Gruppens andra studioalbum, Pala, släpptes 16 maj 2011.
Låten "Paris" från deras självbetitlade debutalbum samplar "Sun & Ice" av den svenska musikern The Field.

## Diskografi
Album
- 2008 – Friendly Fires
- 2011 – Pala
- 2019 – Inflorescent

EP-skivor
- 2006 – Photobooth
- 2007 – Cross the Line EP
- 2007 – The Remix EP

Singlar
- 2007 – "On Board"
- 2007 – "Paris"
- 2008 – "Jump in the Pool" (UK #100)
- 2008 – "Paris" (återutgivning)
- 2008 – "Jump in the Pool" (återutgivning) (UK #57)
- 2009 – "Skeleton Boy" (UK #48)
- 2009 – "Kiss of Life" (UK #30)
- 2010 – "Hold On"
- 2011 – "Live Those Days Tonight" (UK #80)
- 2011 – "Hawaiian Air" (UK #92)
- 2011 – "Hurting"
- 2018 – "Love Like Waves"
- 2018 – "Heaven Let Me In"